# Kösten
Kösten ist ein Stadtteil der oberfränkischen Kreisstadt Lichtenfels (Bayern).

## Geschichte
Das Dorf Kösten wurde im 9. Jahrhundert erstmals erwähnt. Zum fränkischen Reichsgut gehörte in „Quistina“ eine halbe Manse (Gehöft). Die nächste Nennung war 1126 mit „Rumolth de Quostene“. Bis zum Ende des Alten Reiches gehörte der Ort zum Kloster Banz.
Im Jahr 1818 wurde Kösten mit Schönsreuth zu einer Landgemeinde vereinigt. Damals hatte die Gemeinde 212 Einwohner; im Jahr 1950 waren es 400, 1961 600 und im Jahr 1970 713. Am 1. Januar 1975 erfolgte die Eingliederung in die Stadt Lichtenfels.

## Kultur und Sehenswürdigkeiten
- Sandsteinfigur des heiligen Nepomuk 1748

In der Liste der Baudenkmäler in Lichtenfels (Oberfranken) sind für Kösten 18 Baudenkmäler ausgewiesen.
Regelmäßige Veranstaltungen:
- Kirchweih am ersten Sonntag im Mai
- Gartenfest im Köstner Gründla an Fronleichnam